# Millbank Millennium Pier

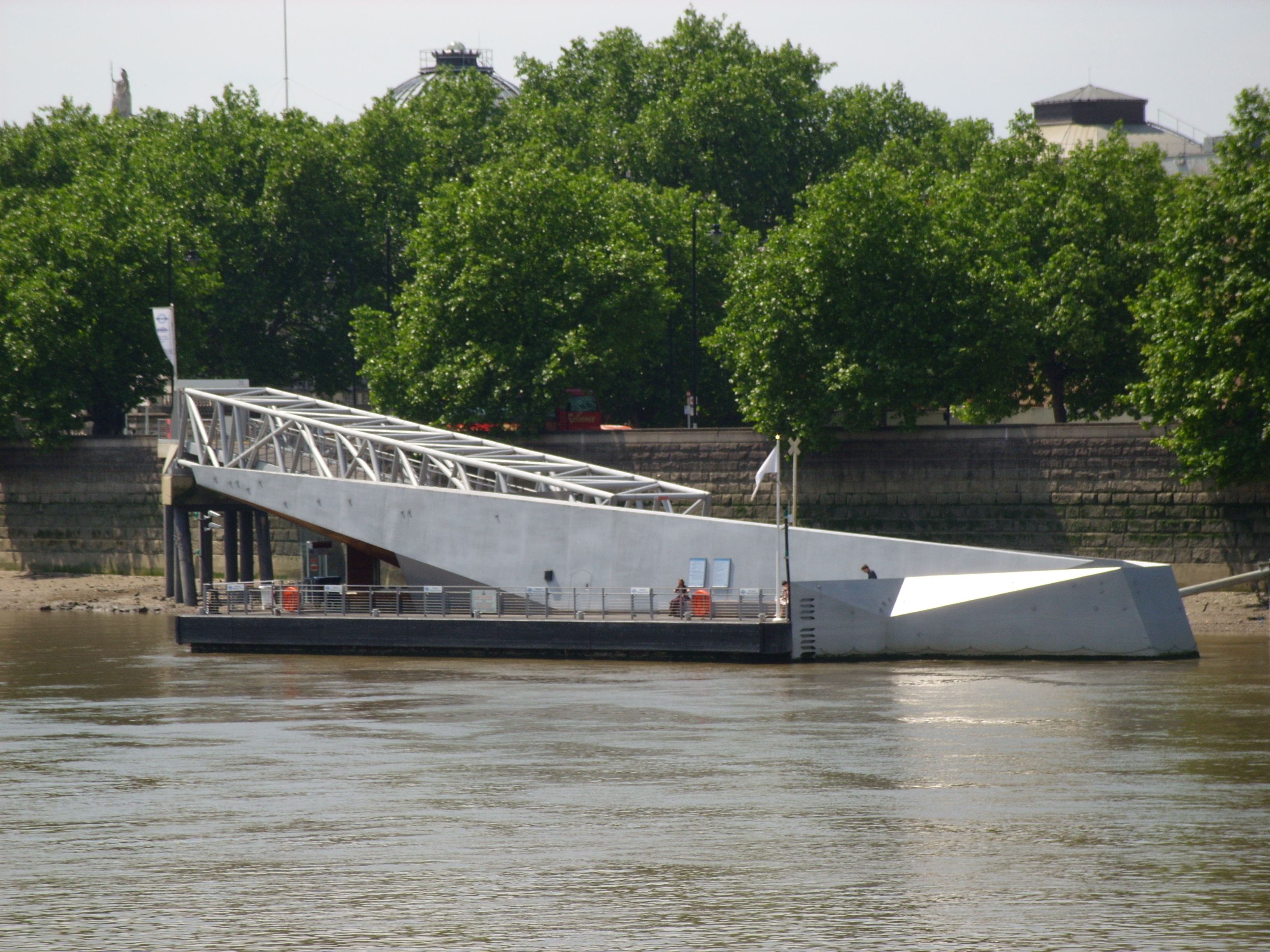
Millbank Millennium Pier

Millbank Millennium Pier – przystań na zachodnim brzegu Tamizy w Londynie (Wielka Brytania), obsługiwana przez statki działające na podstawie licencji London River Services. Położona jest pomiędzy Lambeth Bridge  i Vauxhall Bridge. 
Przystań została otwarta 22 maja 2003 roku przez ówczesnego burmistrza Londynu Kena Livingstone’a. Była jedną z pięciu wybudowanych w ramach projektu Thames 2000 (pozostałe to: Blackfriars Millennium Pier, Waterloo Millennium Pier, Westminster Millennium Pier i Tower Millennium Pier). Projekt był częścią strategii integracji transportu i regeneracji Tamizy prowadzonej przez Cross-River Partnership.
Budynek przystani otrzymał wiele nagród za wyróżniający się projekt, m.in. RIBA.